# Vlist

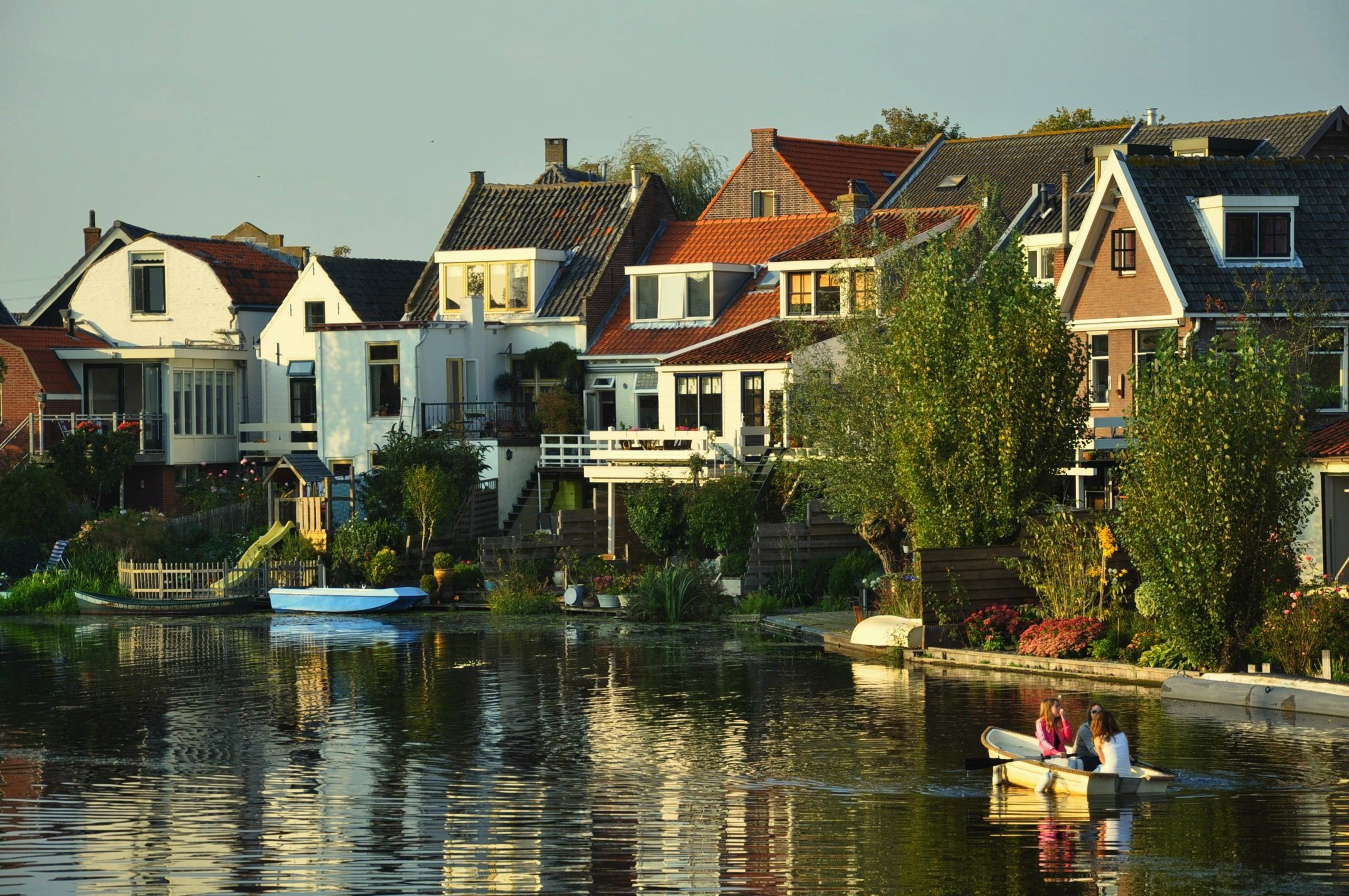
En sommarkväll i Vlist.

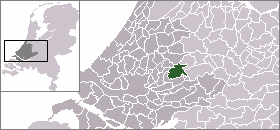
Lägeskarta

Vlist är en historisk kommun i provinsen Zuid-Holland i Nederländerna. Kommunens totala area är 56,52 km² (där 2,73 km² är vatten) och invånarantalet är på 9 803 invånare (2004).